# 渡部明美
渡部 明美（わたべ あけみ　1943年2月17日 -2025年1月6日）は、イラストレーター。別名義に、わたべあけみ、ワタベナツコがある。

## 略年譜
- 1943年2月17日豊島区生まれ。富士屋ホテルの食堂天井画を分担制作した日本画家・渡部浩年は祖父にあたる。
- 1960年、17歳の時、イラストレーターの長沢節が校長を務めるセツ・モードセミナーに入学。
- 1960年、セツ・モードセミナーの講師をしていた河原淳の薦めにより、「小学3年生」（小学館）にイラストを寄稿。
- 1961年、「装苑」（文化出版局）でファッション・イラストレーターとして正式デビュー。「若い女性」（講談社）等でも活躍する。
- 1961年、髙島屋宣伝部の新聞部にイラストレーターとして入社（デザイナーの平野甲賀やのちに写真家になる宮崎皓一が在籍していた）。高島屋のキャラクター「ローズちゃん」をイラスト化して評判を得た。
- 1965年～1966年、「花椿」（資生堂）でカットイラスト、ワコールの広告（コピー:草森紳一、デザイン:宮崎皓一）を担当。この頃、日立製作所のエアコン「白くまくん」の初代キャラクターを描いたが、のちのキャラクターとは違い、リアルな絵柄を求められたという。
- 1967年、高島屋を退社。
- 1968年、「週刊セブンティーン」（集英社）の創刊にあたりカバーイラストを担当。長沢節は、渡部明美の印象を次のように記している。「歳若くして出世してしまった。セツ・モードセミナーでは高木弓[:ja]につぐ才女である。（中略）C調な世渡りが出来ない人だから、それだけに実力もあり、苦労もしている（略）」（「スタイル画の世界」ダヴィッド社）。また、広告やイラストレーションに造詣の深い評論家の草森紳一は、渡部明美と「週刊セブンティーン」のカバーに描かれた少女たちのイラストが発する印象に注目し、次のように記した。「「セブンティーン」の表紙などにみる彼女の少女たちは、ボケッとしたけだるさと、フワッとした肉感をその動作にうかばせている。彼女本人にもそういった「感じ」がふわふわ浮かんでいるのである。」（「フェーマス」1969年8月25日）
- 1970年、長男・渡部幻（父親は草森紳一）を出産[:ja]。これを機にフリーに。以降、東海銀行、[:en]Time Life関連の仕事の他、医薬品会社の協和発酵が発行するカレンダー、「マミール」（佼成出版社）、「朝日中学生新聞」（朝日学生新聞社）など。高島屋時代から子供の絵を描くことが多かった。
- 1980年代、「青春小説コバルト」（集英社）の挿絵、SEKIGUCHI CREATIVE HOUSE制作の人形シリーズ「マリコ」等のデザインを担当。
- 1994年、「ワタベナツコ」名義で、原宿のペーターズギャラリーにて個展を開催。

## イラスト担当著書
- 「ポエムレター詩集　夜のバラード」（山梨シルクセンター出版部）、1970年、（挿絵）
- 佐伯千秋「愛あるとき」（集英社コバルト・ブックス）、1971年、（カバー、挿絵）
- 富島健夫「いのちの旅路」（集英社コバルト・ブックス）、1975年、（カバー、挿絵）
- 「リサの おつかい」（TBSブリタニカ）、1977年、（わたべあけみ名義）
- 酒井チエ「いつもあなたに」（サンリオ）、1977年、（わたべあけみ名義）
- 角野栄子「はいこちらはがき新聞社 (文研子どもランド)」（文研出版）、1982年、（わたべあけみ名義）
- 角野栄子「おばあちゃんはおばけとなかよし (こみね幼年どうわ)」（小峰書店）、1983年、（わたべあけみ名義）

## 関連書籍
- 「装苑」（1963年3月号　記事：「ファッション人物散歩：渡部明美さん」）、文化出版局
- 「スタイル画の世界」長沢節監修、穂積和夫・河原淳共編、ダヴィッド社、1976年
- 「イラストレーション」[:ja]（1994年5月号　記事：「クリエーターズ・ギャラリー　ワタベナツコ）玄光社